# 2005 في فلسطين
يعتبر عام 2005 في فلسطين مليئا بالتطورات السياسية كاجراء الانتخابات الرئاسية الفلسطينية وفوز محمود عباس بالإضافة لانسحاب إسرائيل من قطاع غزة

## السياسة

### تعيينات
- في 19 فبراير 2005، عُين سامي مسلم محافظًا لمحافظة أريحا والأغوار.[1]

## أهم الاحداث
- 10 يناير - الإعلان رسميا عن فوز محمود عباس في انتخابات الرئاسة الفلسطينية، بنسبة 62.3٪ من الأصوات [2]
- 12 يناير - مقتل إسرائيلي وإصابة ثلاثة جنود عندما تم تفجير قنبلة ضد سيارة عسكرية تقوم بدوريات على الطريق قرب مستوطنة موراج.
- 13 يناير - هجوم على معبر كارني الحدودي وذلك بتفجير شاحنة محملة بالمتفجرات في معبر كارني في قطاع غزة ومقتل ما لا يقل عن ستة إسرائيليين وثلاثة من المهاجمين.[3]
- 30 يناير - أصابة قائد كتائب عز الدين القسام ومساعده بجروح خطرة في محاولة اغتيال نفذها جيش الاحتلال في بلدة خان يونس شمال قطاع غزة.
- 21 فبراير - إسرائيل تطلق سراح 500 سجين فلسطيني، كبادرة حسن نية للسلطة الفلسطينية ورئيسها محمود عباس. وتعتزم الإفراج عن 400 سجين فلسطيني آخر خلال الأشهر الثلاثة اللاحقة.
- 15 أغسطس - بداية تنفيذ خطة فك الارتباط من غوش قطيف في قطاع غزة.
- في 10 أكتوبر، أصدر رئيس السلطة الوطنية الفلسطينية محمود عباس مرسومًا رئاسيًا يقضي بتحويل منطقة سلفيت إلى محافظة سلفيت وتعيين محافظٍ لها.[4]
- نوفمبر - رئيس الوزراء الإسرائيلي أرئيل شارون ينسحب من حزب الليكود اليميني ويشكل حزبا وسطيا يطلق عليه «كاديما» أو «إلى الأمام» استقطب عددا من أعضاء حزب الليكود والوزراء في الحكومة.
- نوفمبر - فتح معبر رفح أمام عبور الفلسطينيين من قطاع غزة إلى مصر. وهددت إسرائيل بتجميد الاتفاق الخاص بالمعابر لاتهامها السلطة الفلسطينية بعدم تقديم معلومات كافية عن الفلسطينيين الذين يعبرون منه.

## وفيات
- 13 يناير - المفكر الفلسطيني هشام شرابي
- خليل القوقا الرجل الثاني في حركة المقاومة الإسلامية حماس